# Cnaphalocrocis floridalis
Cnaphalocrocis floridalis is een vlinder uit de familie van de grasmotten (Crambidae). De wetenschappelijke naam van de soort is voor het eerst geldig gepubliceerd in 1901 door Fernald.